# Luis Vila
Luis Alfredo Vila Sepulveda (Bahía Blanca, 6 marzo 1992) è un calciatore argentino, attaccante della Civitanovese.

## Caratteristiche tecniche
È un centravanti.

## Palmarès

### Club

#### Competizioni giovanili
- Coppa Libertadores Under-20: 1

River Plate: 2012

#### Competizioni nazionali
- Campionato argentino di seconda divisione: 1

River Plate: 2011-2012